# Deselvana pervigata
Deselvana pervigata är en insektsart som först beskrevs av Amyot et Serville 1843.  Deselvana pervigata ingår i släktet Deselvana och familjen dvärgstritar. Inga underarter finns listade i Catalogue of Life.